# Acaroidea
Acaroidea Latreille, 1802 é uma superfamília de ácaros da ordem dos Sarcoptiformes.